# Kalwaria (film)
Kalwaria (fr. Calvaire) – belgijsko-francusko-luksemburski horror z 2004 roku w reżyserii Fabrice'a Du Welza, z Laurentem Lucasem i Jackiem Berroyerem w rolach głównych. Zdjęcia kręcono w walońskim Büllingen oraz w Luksemburgu.
Obraz opowiada o mężczyźnie porwanym i torturowanym przez niezrównoważonego mieszkańca ardeńskiej wsi, relacji kata i ofiary. Film odwołuje się do symboliki religii katolickiej, a tytułowa Kalwaria służy za metaforę męki głównego bohatera.
Kalwaria nawiązuje do klasycznych horrorów, w tym Teksańskiej masakry piłą mechaniczną (1974) i Psychozy (1960), jak i innych dzieł (np. Uwolnienia z 1972). Popularna jest scena upiornego tańca bywalców wiejskiego baru do przygrywanej na pianinie polki, przez co film uznaje się za kultowy.

## Opis fabuły
Nieznany szerszej publice piosenkarz Marc Stevens rusza w podróż przez Ardeny, podążając do miejsca swojego kolejnego występu. W trakcie podróży rozpętuje się ulewa, a Marc znajduje schronienie w domu na wsi, służącym niegdyś za pensjonat. Gospodarz, samotny, starszy mężczyzna Paul Bartel, przyjmuje niespodziewanego gościa jak klienta i oferuje mu pokój, sprawiając pozytywne wrażenie. Po dwóch dniach okazuje się, że ma w tym swój cel: w Marcu widzi reinkarnację swojej ukochanej, zmarłej żony Glorii i nie zamierza dopuścić, by i tym razem został opuszczony. Marc zostaje niewolnikiem Paula, który odtąd udowadnia mu swoją miłość w okrutny sposób: maltretując go i gwałcąc.

## Obsada
- Laurent Lucas − Marc Stevens
- Jackie Berroyer − Paul Bartel
- Jean-Luc Couchard − Boris
- Philippe Nahon(inne języki) − Robert Orton
- Jean-Luc Couchard − Tomas Orton
- Brigitte Lahaie(inne języki) − panna Vicky
- Gigi Coursigny − Madame Langhoff
- Jo Prestia − Fermier Mylène
- Marc Lefebvre − Lucien
- Alfred David (w czołówce jako Alfred David-Pingouin) − Roland
- Alain Delaunois − Gáant
- Vincent Cahay − pianista w wiejskim barze
- Johan Meys − Rosto

## Wydanie filmu
Światowa premiera filmu miała miejsce 18 maja 2004 roku podczas 57. Międzynarodowego Festiwalu Filmowego w Cannes. Obraz prezentowany był w ciągu kolejnych lat na innych cyklicznych imprezach filmowych, w tym w trakcie Edynburskiego Festiwalu Filmowego, gdzie okazał się ulubieńcem widzów, oraz na Era Nowych Horyzontach w Cieszynie 27 lipca 2005. Kalwaria nie spotkała się w Polsce z żadną formą dystrybucji.

## Nagrody i wyróżnienia
- 2005, Amsterdam Fantastic Film Festival:
  - nagroda Grand Prize of European Fantasy Film in Silver (nagrodzony: Fabrice Du Welz)
- 2005, Gérardmer Film Festival:
  - Nagroda Międzynarodowych Krytyków (Fabrice Du Welz)
  - nagroda Premiere (Fabrice Du Welz)
  - Nagroda Specjalna Jury (Fabrice Du Welz; ex aequo z filmem Piła Jamesa Wana)
- 2006, Joseph Plateau Awards:
  - nominacja do nagrody im. Josepha Plateau w kategorii najlepsze zdjęcia w filmie belgijskim (Benoît Debie)